# Lithocarpus pattaniensis
Lithocarpus pattaniensis är en bokväxtart som beskrevs av Euphemia Cowan Barnett. Lithocarpus pattaniensis ingår i släktet Lithocarpus och familjen bokväxter. Inga underarter finns listade.